# Magic Kingdom

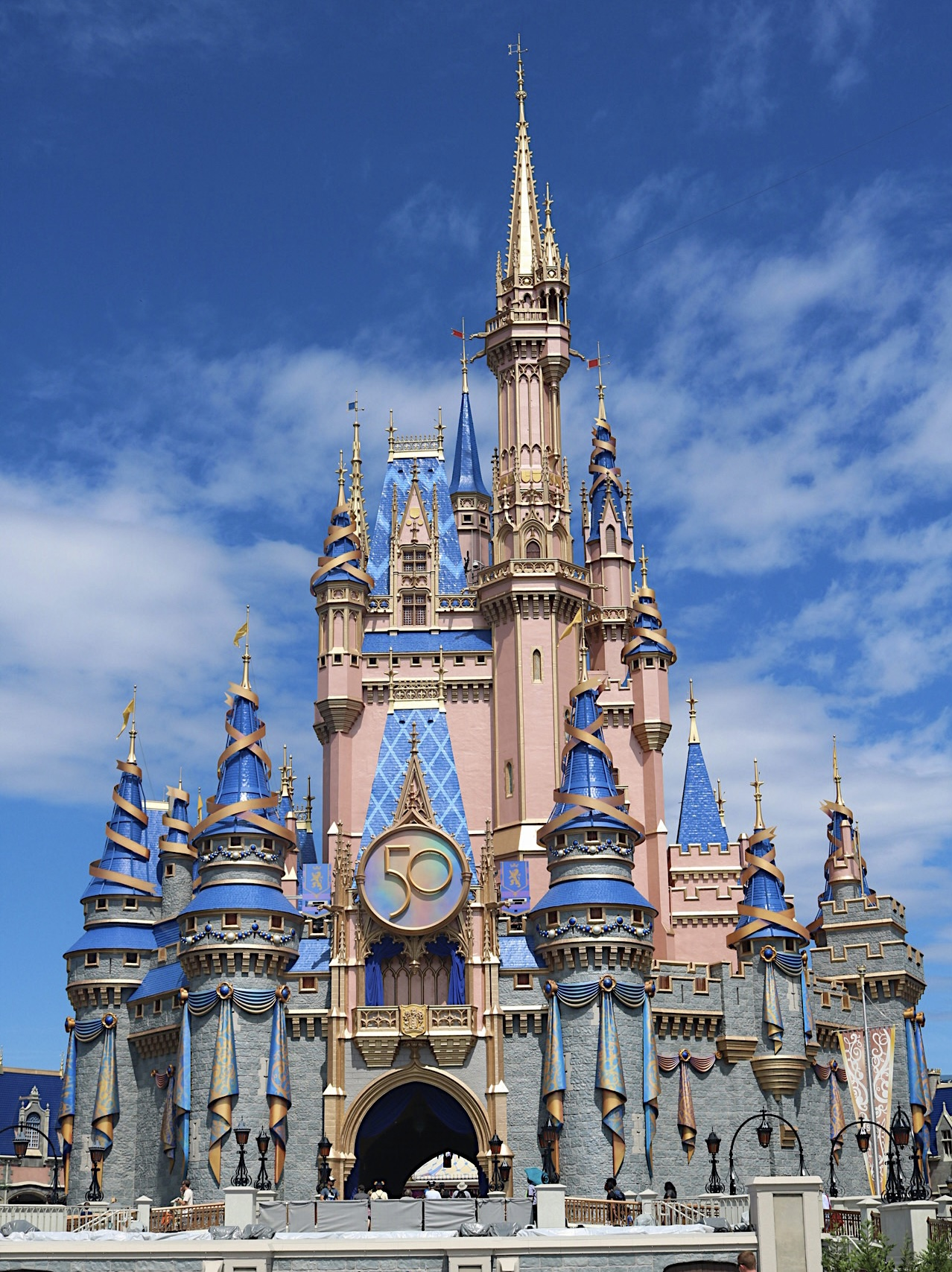
Il Cinderella Castle (il castello di Cenerentola), simbolo di Magic Kingdom, nel 2021

Magic Kingdom è il primo parco tematico costruito all'interno del centro di divertimenti Walt Disney World Resort a Bay Lake, Florida, negli Stati Uniti a circa 22 km a sud ovest di Orlando.
Ha aperto il 1º ottobre 1971, ed è stato progettato e realizzato dalla WED enterprises (adesso chiamata Walt Disney Imagineering) successivamente al parco Disneyland di Anaheim, California, ed è di proprietà di Disney Experiences ed è dedicato al mondo delle fiabe e dei personaggi Disney.
È in assoluto il parco a tema più visitato al mondo con picchi di oltre 20 milioni di visitatori annui.

## Storia e costruzione

### L'idea iniziale
Nei primi anni Sessanta, Walt Disney fu molto coinvolto nella pianificazione del "Progetto Florida" (chiamato Experimental Prototype Community of Tomorrow, abbreviato in EPCOT), un prototipo di città del futuro che doveva avere nelle vicinanze anche un nuovo parco in stile Disneyland, denominato Magic Kingdom (il Regno Magico), dove gran parte degli abitanti di questa città sperimentale avrebbero lavorato, ma nel dicembre del 1966 morì lasciando le redini del progetto a suo fratello, Roy Disney.

### Costruzione
La Walt Disney Company iniziò i lavori di costruzione del Magic Kingdom e dell'intero complesso nel 1967. Il parco è stato costruito come una versione più grande e migliore del parco Disneyland in California. Secondo una leggenda, Walt Disney una volta vide un cast member (membro del cast Disney) vestito da cowboy di Frontierland camminare attraverso Tomorrowland: questa intrusione visiva non piacque a Walt (per lui era assurdo che un cowboy potesse tranquillamente girovagare nell'area futuristica del parco), e così decise che nel nuovo parco dovessero esserci dei corridoi sotterranei che permettessero ai cast member di spostarsi in tutta tranquillità senza che personaggi di fantasia, come le principesse, si trovassero nella zona western o che gli astronauti girovagassero per Fantasyland. Fu così che a Magic Kingdom venne costruita, sotto il parco, una intricata rete di corridoi denominata utilidoors, dove tutto il personale si potesse muovere in estrema libertà per raggiungere le varie aree del parco, senza essere visti da nessuno. A causa della falda acquifera alta in Florida, i tunnel non potevano essere costruiti sotto terra, così sono stati costruiti sul livello della terra e il parco è stato costruito su un livello rialzato dando in questo modo al Magic Kingdom un'altezza di 33 m. La zona intorno alle utilidors venne completata con la terra rimossa dalla costruzione del Seven Seas Lagoon. I tunnel sono stati costruiti solo nel Magic Kingdom e non sono stati estesi negli altri parchi. I tunnel erano destinati a essere costruiti anche in tutti gli altri parchi a Walt Disney World, ma la loro costruzione non avvenne a causa dei vincoli finanziari. Future World a Epcot e Pleasure Island hanno ciascuno una piccola rete di utilidors.

### Dedica e inaugurazione
(Roy Oliver Disney, 1º ottobre 1971)
Il Magic Kingdom fu il primo e unico parco del complesso del Walt Disney World Resort presente alla sua apertura il 1º ottobre 1971, in concomitanza con gli hotel Disney Disney's Contemporary Resort e Disney Polynesian Resort. Il parco ha aperto con 23 attrazioni, tre erano uniche e le altre venti erano repliche delle attrazioni di Disneyland, è suddiviso in sei "aree tematiche" (dette land), cinque erano uguali a quelle di Disneyland (Main Street U.S.A., Adventureland, Frontierland, Fantasyland e Tomorrowland) più l'esclusiva Liberty Square. La Walt Disney Company promesse di aumentare questo numero con una combinazione di repliche e attrazioni uniche.
Il primo, e ad oggi solo, terreno aggiunto al numero iniziale delle land del parco è stato il Mickey's Toontown Fair. Il terreno venne originariamente aperto il 18 giugno 1988 come Mickey's Birthdayland per festeggiare il 60º compleanno di Topolino. Successivamente venne ristrutturato come Mickey's Starland e infine come Mickey's Toontown Fair. La land era sede di numerose attrazioni come il Mickey Country House, Minnie Country House, The Barnstormer at Goofy's Wiseacre Farm e la barca di Paperino. L'area ha chiuso il 12 febbraio 2011 per fare spazio all'espansione della New Fantasyland. La stazione ferroviaria del Walt Disney World Railroad al Mickey's Toontown Fair, che venne inaugurata con Mickey's Birthdayland nel 1988, è stata chiusa per tutta la durata della costruzione. Nel 2012, lo spazio dove Mickey's Toontown Fair risiedeva, ha riaperto come parte di Fantasyland, in una sotto-terra chiamata Storybook Circus, dove Dumbo the Flying Elephant è stata trasferita. La Barnstormer è rimasta ed è stata ritematizzata in The Great Goofini.

### Origine del nome
"Magic Kingdom" (Il regno magico) venne spesso usato come soprannome non ufficiale per il Disneyland originale californiano prima della costruzione del Walt Disney World in Florida. Il motto ufficiale di Disneyland è "Il posto più felice sulla Terra", mentre lo slogan per Magic Kingdom è "Il luogo più magico sulla Terra". Nel 1994, per differenziarlo dal Disneyland originale di Anaheim in California, il parco è stato ufficialmente ribattezzato Magic Kingdom. Come tutti i parchi a tema Disney, il nome ufficiale del parco non inizia con un articolo ("il"), anche se viene comunemente chiamato in quel modo, e un segno è che sulla stazione ferroviaria di fronte al parco si legge The Magic Kingdom.

## Chiusure straordinarie
Dal giorno della sua apertura, Magic Kingdom è stato temporaneamente chiuso a causa del passaggio degli uragani: Elena (1985), Floyd (1999), Frances, Charley e Jeanne (tutti e tre nel 2004), Wilma (2005), Matthew (2016), Irma (2017), Dorian (2019), Ian (2022) e Milton (2024). È stato anche chiuso da metà pomeriggio dell'11 settembre 2001 al 12 settembre 2001 a causa degli attacchi terroristici a New York. Il parco ha chiuso in varie riprese, insieme a tutto il resort, durante la pandemia di Covid-19 dal 2020.

## Frequenze
| 2008       | 2009       | 2010       | 2011       | 2012       | 2013       | 2014       | 2015       |
| ---------- | ---------- | ---------- | ---------- | ---------- | ---------- | ---------- | ---------- |
| 17.063.000 | 17.233.000 | 16.972.000 | 17.142.000 | 17.536.000 | 18.588.000 | 19.332.000 | 20.492.000 |

| 2016       | 2017       | 2018       | 2019       | 2020      | 2021       | 2022       | 2023       | Classifica nel mondo |
| ---------- | ---------- | ---------- | ---------- | --------- | ---------- | ---------- | ---------- | -------------------- |
| 20.395.000 | 20.450.000 | 20.859.000 | 20.963.000 | 6.941.000 | 12.691.000 | 17.133.000 | 17.720.000 | 1                    |

## Aree tematiche
Il Magic Kingdom è diviso in 6 land. Come il Disneyland originale californiano, è stato progettato con una forma radiale o a ruota di carro, con al centro il "Castello di Cenerentola" e tutto intorno le altre land. Il perimetro del parco è percorso dalla linea ferroviaria Walt Disney World Railroad a scartamento ridotto, che si ferma a Main Street U.S.A., Frontierland e Fantasyland.

### Main Street, U.S.A.

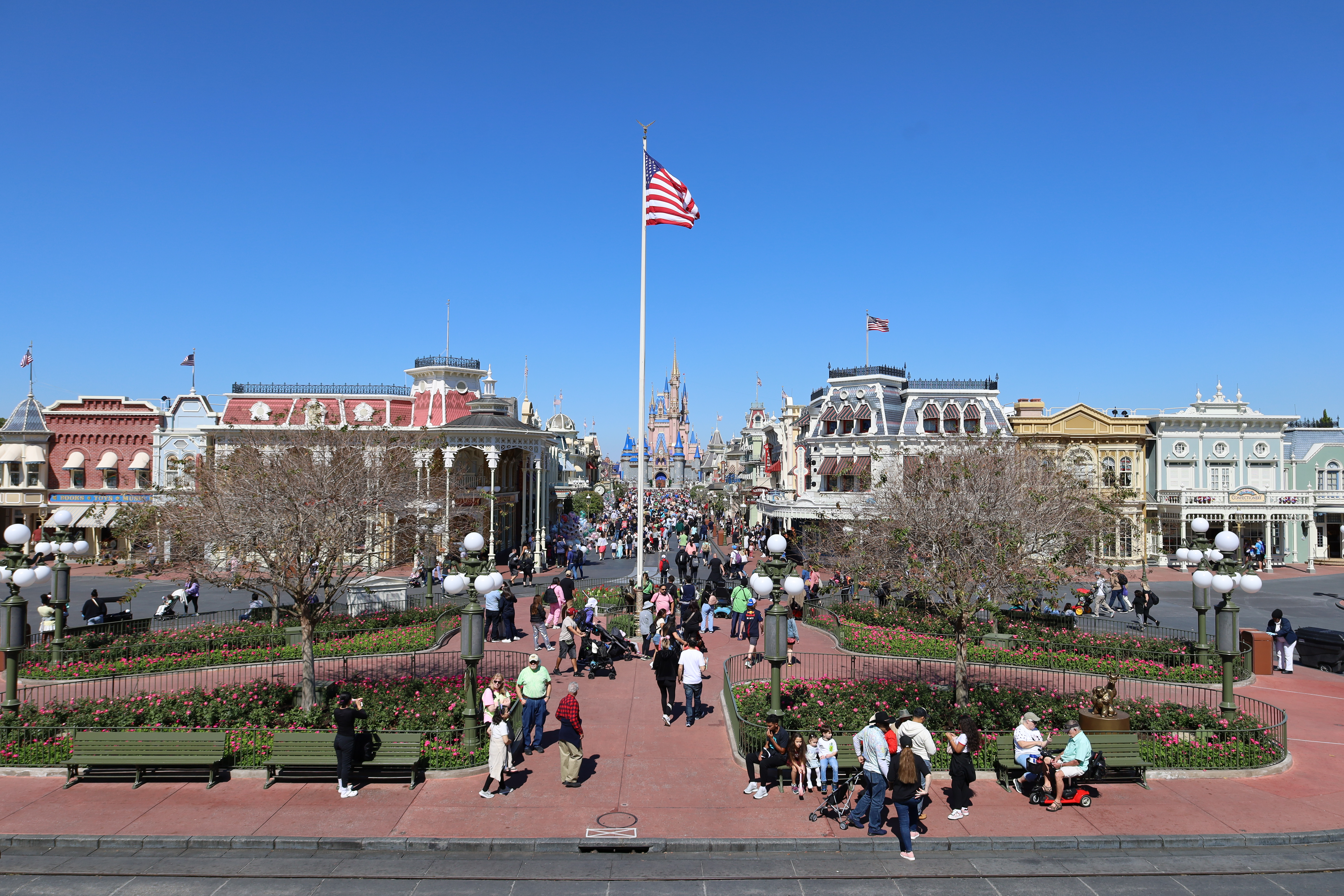
Main Street, U.S.A. al Magic Kingdom

È la prima land che s'incontra una volta entrati e passati sotto la stazione ferroviaria. Lo stile architettonico è ispirato alla strada principale di una piccola cittadina americana immaginaria della fine del XIX secolo e l'inizio del XX secolo, ispirata dalla città di Marceline, in Missouri, in cui passò l'infanzia Walt Disney stesso, e al classico Disney Lilli e il vagabondo (1955). È dotato di influenze stilistiche provenienti da tutto il Paese. Prendendo ispirazione dal New England al Missouri, questo motivo è più evidente nei quattro angoli al centro di Main Street, dove ognuno dei quattro edifici angolari rappresenta uno stile architettonico diverso.
Molte finestre portano il nome di un'azienda fittizia, come Seven Summits Expeditions, Frank G. Wells President, ognuno dei quali rappresenta un omaggio a persone significative legate alla Disney e allo sviluppo del Walt Disney World Resort. Al centro vi è il Town Square Theater. Inoltre, qui è dove Christopher George Weaver, il "sindaco" di Main Street, U.S.A., una delle figure più importanti del parco, risiede. La City Hall contiene la lobby Guest Relations, dove i cast member forniscono informazioni e assistenza. 
In loco, come in altri parchi Disney, è presente un vero barbiere (il costo del taglio non è compreso con il biglietto d'ingresso). L'Emporium ha una vasta varietà di souvenir Disney come peluche, spille da collezione e cappelli Mickey-ear (a forma di orecchie di Topolino). Alla fine di Main Street c'è il Casey Corner, un ristorante ispirato al baseball dove gli ospiti godono della cucina tradizionale americana, come hot dog e patatine fritte, mentre possono guardare vecchi cartoni animati e partite di baseball sulle gradinate.

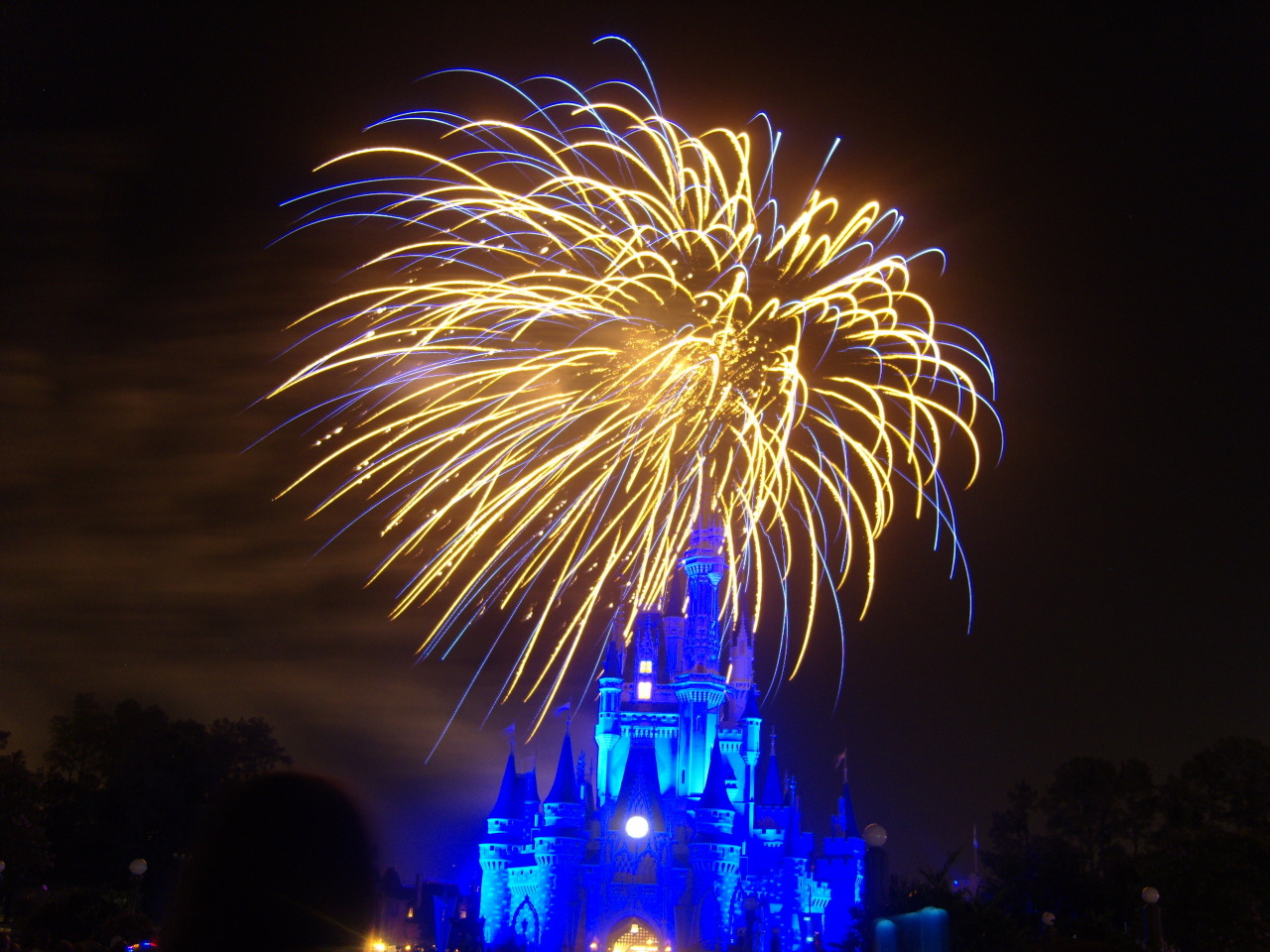
Uno spettacolo pirotecnico visto dalla Main Street, U.S.A. al Magic Kingdom

In lontananza, oltre la fine della Main Street, si trova il "Castello di Cenerentola". Anche se è alto solo 55 m, beneficia di una tecnica nota come prospettiva forzata; tutti gli edifici di Main Street, U.S.A. sono costruiti con questa tecnica. L'effetto visivo fa sembrare gli edifici più grandi delle dimensioni reali.
Questa land contiene due tributi: la statua in bronzo, denominata Partners, raffigurante Walt Disney mano nella mano con Topolino, di fronte al Castello di Cenerentola e la statua Sharing the Magic, raffigurante Roy O. Disney seduto con Minni, nella piazza di Main Street. Entrambe sono state scolpite dall'Imagineer Blaine Gibson.
Un esempio di una classica attrazione di Main Street, U.S.A. è il treno a vapore del Walt Disney World Railroad, che trasporta gli ospiti in tutto il parco, con fermate a Main Street, U.S.A., Fantasyland e Frontierland. Precedentemente si fermava a Mickey's Toontown Fair, che è stata sostituita dalla fermata Fantasyland nel 2012. In Main Street, U.S.A. si trovano i Main Street Vehicles, che comprendono tram trainati da cavalli e diversi altri veicoli storici a motore, che trasportano gli ospiti da Town Square alla piazza del castello. L'attrazione principale di questa land sono gli spettacoli pirotecnici serali con proiezioni al laser in video mapping sul castello e sugli edifici della Main Street.

### Adventureland

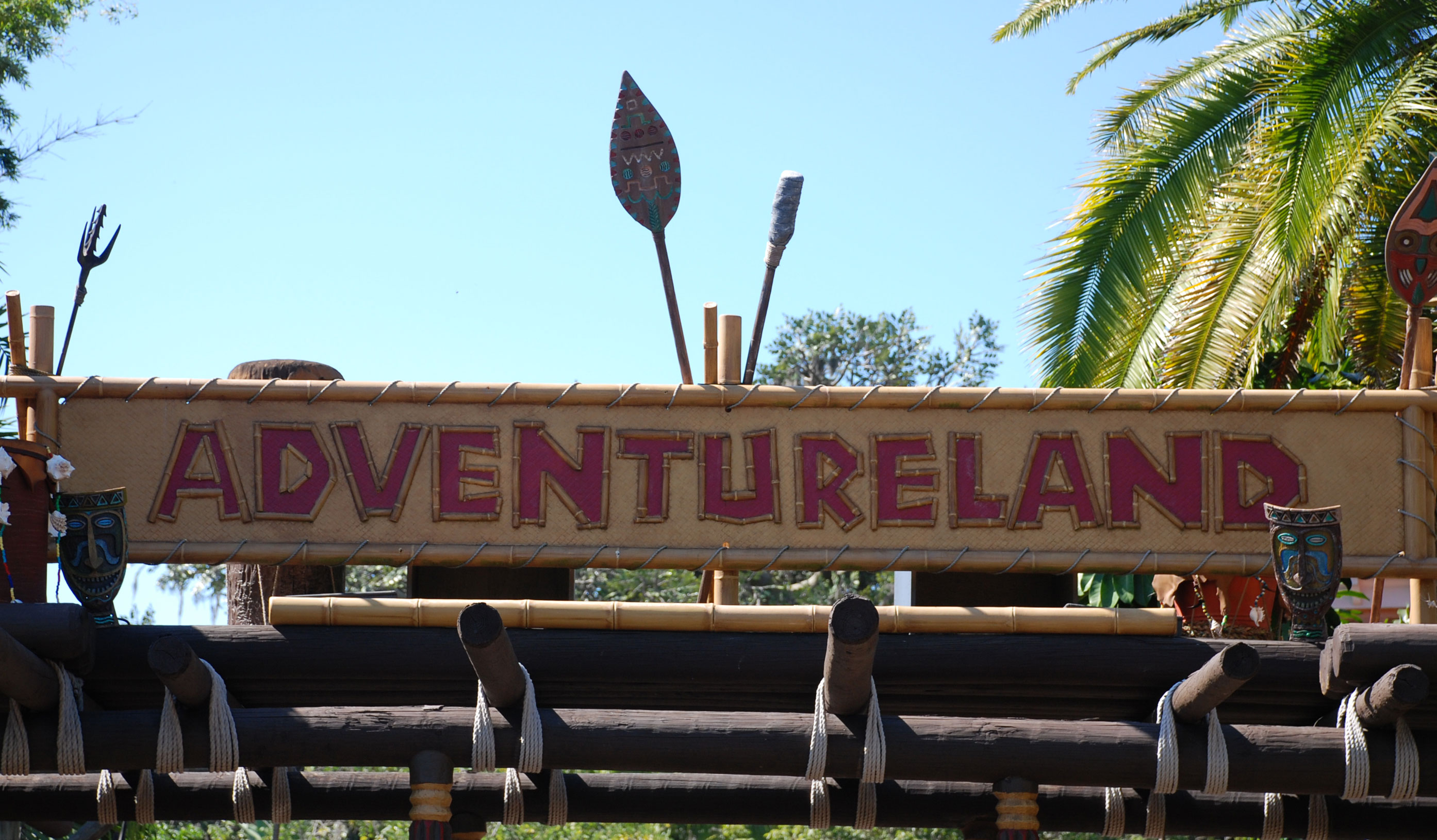
L'insegna di Adventureland

Adventureland rappresenta il mistero dell'esplorazione delle terre straniere. I temi di questa land sono vari e vanno dalle giungle remote in Africa, Asia, Medio Oriente, Sud America e Pacifico del Sud, fino a un'estensione simile ad una piazza di una città caraibica. Contiene le attrazioni classiche come Pirates of the Caribbean, Jungle Cruise, The Magic Carpets of Aladdin, Walt Disney's Enchanted Tiki Room: uno spettacolo comico che ha come protagonisti vari uccelli animatronici tra i quali Iago e Zazu, provenienti rispettivamente dai classici Disney Aladdin (1992) e Il re leone (1994), e ancora The Swiss Family Treehouse, un'attrazione rappresentante una gigantesca casa sull'albero da visitare a piedi ispirata al film Disney Robinson nell'isola dei corsari (1960).

### Frontierland

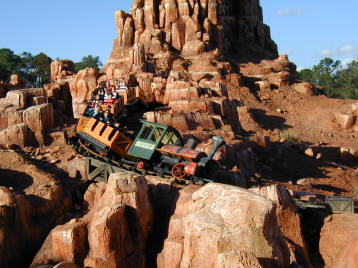
Un tratto di Big Thunder Mountain a Frontierland

Ambientata nel 1800, Frontierland rappresenta il selvaggio West, quello dei cowboy, dei nativi americani e della corsa all'oro.
Aperto nel 1971, comprendeva tre attrazioni di scarso interesse e non costituiva una zona interessante.
Divenne importante nel 1980 con la costruzione di Big Thunder Mountain Railroad, un'imponente montagna russa ambientata nel Grand Canyon, e nel 1991, con Splash Mountain, un tracciato di canoe a forma di tronchi d'albero ispirata al film Disney I racconti dello zio Tom (1946), film accusato di revisionismo e razzismo da alcuni critici e pertanto, a partire dal 2024, l'attrazione è stata ribattezzata Tiana's Bayou Adventure ed è ora ispirata al classico Disney La principessa e il ranocchio (2009).

### Liberty Square

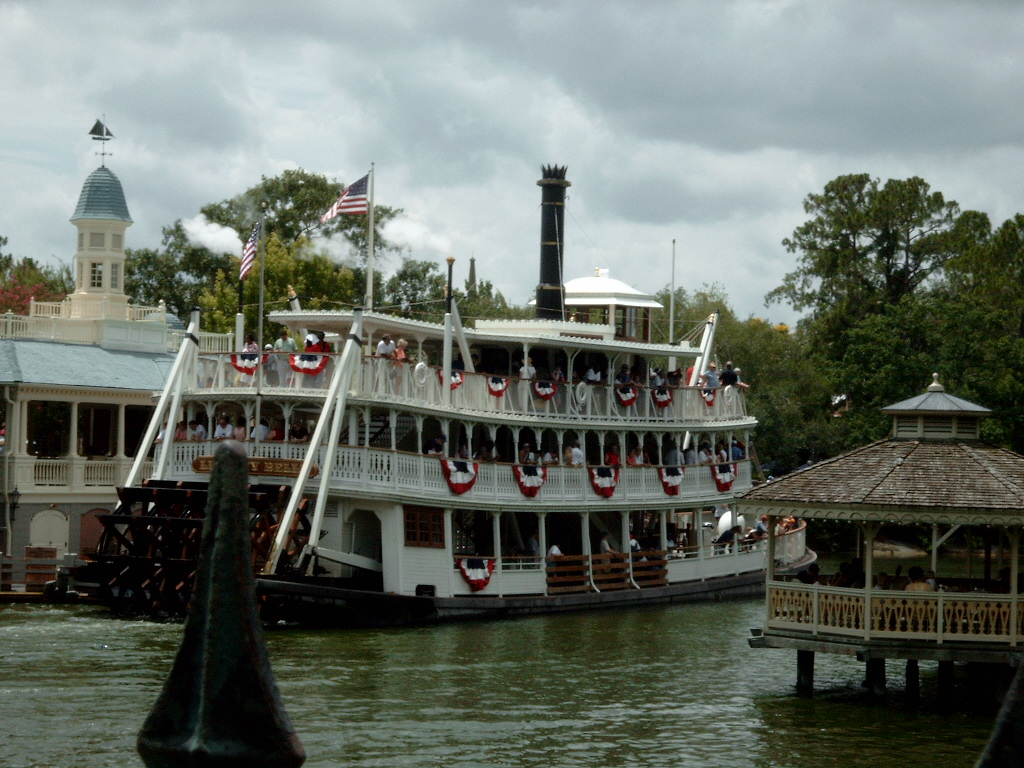
Il battello a vapore Liberty Square Riverboat

È la riproduzione di una cittadina americana in stile coloniale.

L'attrazione principale è l'Haunted Mansion, una dark ride a tema casa stregata da cui sono stati tratti in seguito gli omonimi film Disney La casa dei fantasmi (2003), con protagonista Eddie Murphy, e La casa dei fantasmi (2023), con protagonista Rosario Dawson.

È famosa anche per le numerose attrazioni patriottiche quali la Hall of Presidents, dove vengono presentati tutti i presidenti statunitensi sotto forma di robot animatronici, o la riproduzione della Liberty Bell.

Suggestiva è anche la Liberty Square Riverboat, un battello a vapore che permette ai turisti un viaggio su un fiume (artificiale) d'altri tempi.

### Fantasyland

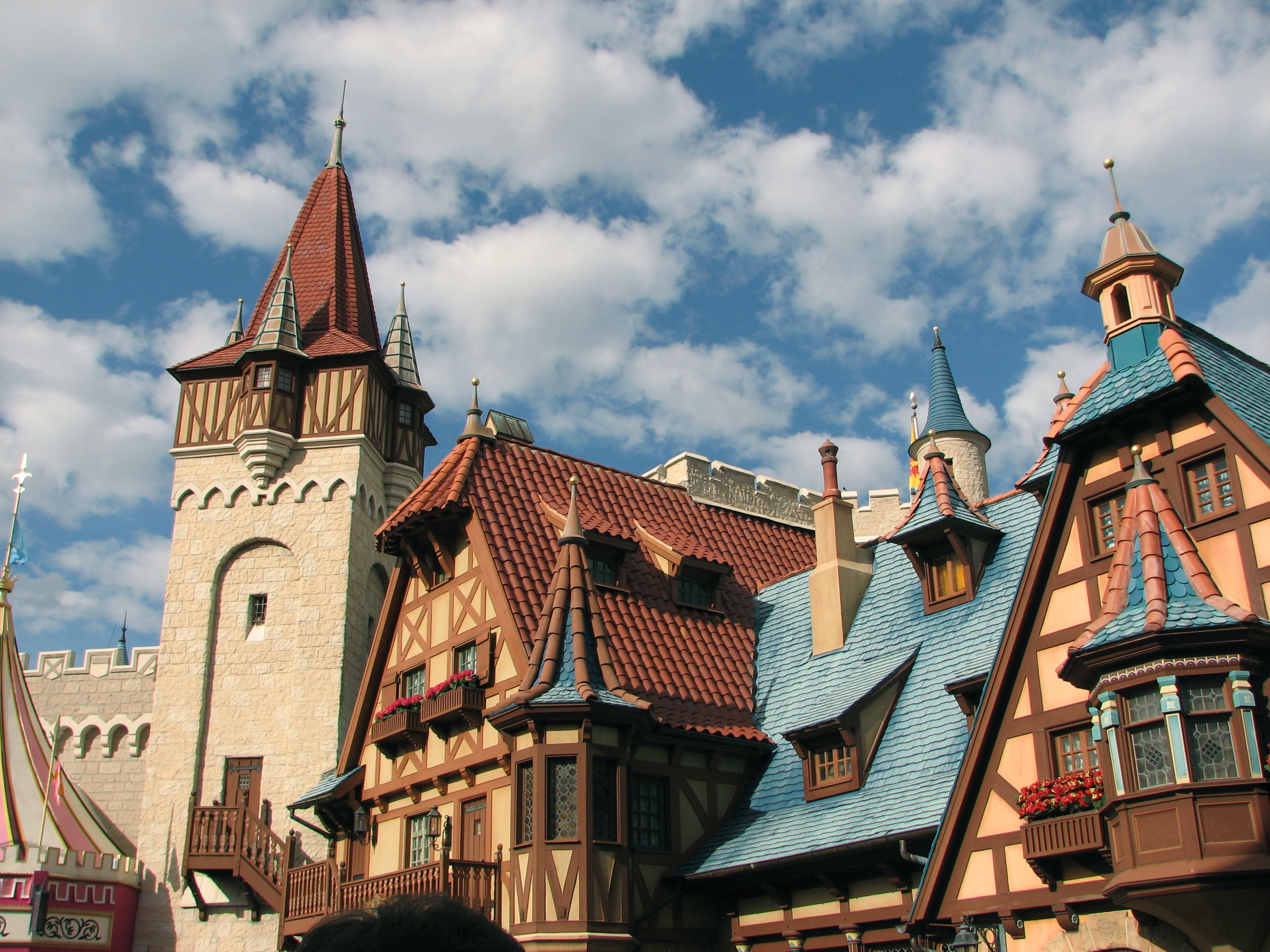
Un particolare di Fantasyland al Magic Kingdom

Secondo Walt Disney: «Fantasyland è dedicato ai cuori giovani e a tutti quelli che credono che esprimendo un desiderio a una stella i suoi sogni diventeranno realtà.»
Le attrazioni classiche includono: It's a Small World, Peter Pan's Flight, The Many Adventures of Winnie the Pooh, Mickey's PhilharMagic, Prince Charming Regal Carrousel e Mad Tea Party. Fantasyland è stato ampliato negli anni arrivando quasi a raddoppiare le sue dimensioni e aggiunto nuove attrazioni, come la nuova dark ride dedicata a La sirenetta, un'area dedicata a La bella e la bestia, con la ricostruzione del villaggio e del castello, e l'apertura di un ristorante. L'ultima attrazione ad aprire è stata Seven Dwarfs Mine Train, dedicata ai sette nani del classico Disney Biancaneve e i sette nani (1937). L'attrazione è ambientata nelle miniere dove i nani lavorano. È dotato di un nuovo sistema di guida che simula l'oscillazione che ci si aspetta di vivere in un carrello da miniera.

#### Storybook Circus
Parte di Fantasyland, Storybook Circus si trova presso l'ex sito Mickey's Toontown Fair, e si basa su elementi del classico Disney Dumbo (1941) e l'universo di Mickey Mouse. Le attrazioni includono il Barnstormer e Dumbo the Flying Elephant, che è stato rimosso dalla sua posizione precedente l'8 gennaio 2012. Inoltre è inclusa la Casey Jr. Splash n 'Soak Station, un'attrazione acquatica a tema Casey Jr., il treno del film Dumbo.
Mickey's Toontown Fair è stato chiuso definitivamente l'11 febbraio 2011, per far posto a Storybook Circus, che ha aperto il 31 marzo 2012. Alcuni elementi della Mickey's Toontown Fair furono demoliti e altri ritematizzati per adattarsi alla nuova area. Dumbo the Flying Elephant venne ampliato, con una coda interattiva e una seconda giostra a tema Dumbo è stata costruita accanto ad essa, al fine di aumentarne la capacità. Il Barnstormer a casa di Goofy's Wiseacre Farm è stato ritematizzato in The Great Goofini. Una grande area superiore è stata costruita per i meet-and-greets, chiamata Pete's Silly Sideshow. Quest'attrazione dispone di Pippo come stuntman, Minni come una maga, Paperina come una chiromante e Paperino come un incantatore di serpenti.

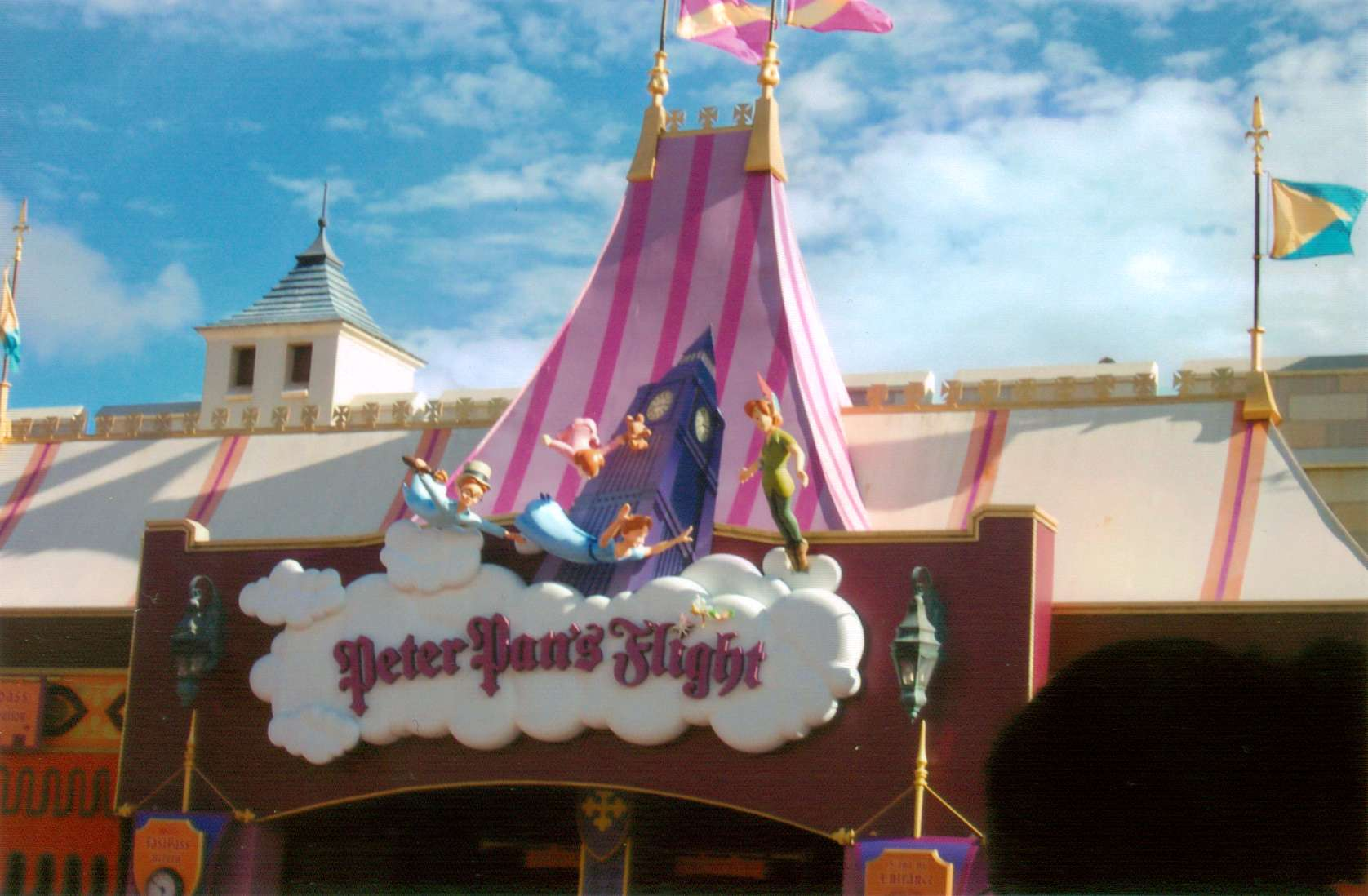
Peter Pan's Flight a Fantasyland

#### Enchanted Forest
Con il completamento di Storybook Circus ed Enchanted Forest, Magic Kingdom ora copre 133 ettari.
All'interno è inclusa una nuova dark ride, a tema del film La Sirenetta, che originariamente ha aperto al Disney California Adventure. Vi è anche una zona a tema del film La bella e la bestia, con il Castello della Bestia con la nuova esperienza culinaria Be Our Guest Restaurant (offrendo pranzi quick-service e cene con servizio al tavolo), nonché della Gaston Tavern e del Belle Cottage. Quest'area della New Fantasyland ha aperto ufficialmente il 6 dicembre 2012. Snow White's Scary Adventures è stata rimossa per costruire Princess Fairytale Hall, un meet-n-greet. Il 28 maggio 2014 è stata inaugurata un'altra parte della New Fantasyland, con un'area e un'attrazione a tema di Biancaneve e i sette nani, il Seven Dwarfs Mine Train.

### Tomorrowland

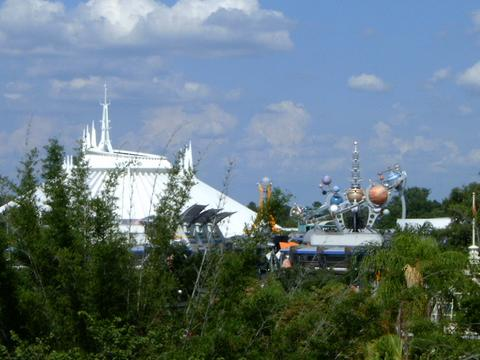
Tomorrowland con le originali Space Mountain

Quest'area è dedicata al futuro, alle esplorazioni spaziali ed alla fantascienza ed è stata pensata come un'area per gli adolescenti e per gli adulti dato che ospita infatti molte attrazioni adrenaliniche e con tecnologie innovative. Attrazione di punta sono le Space Mountain, un indoor coaster a tema spaziale. Le attrazioni che si trovano all'interno di quest'area comprendono: Walt Disney's Carousel of Progress, Astro Orbiter, Tomorrowland Transit Authority PeopleMover, Tomorrowland Speedway, Stitch's Great Escape, Buzz Lightyear's Space Ranger Spin e Monsters, Inc. Laugh Floor. Nel 2023 hanno aperto le montagne russe Tron Lightcycle / Run a tema Tron.

## Trasporti eTicket Center
Magic Kingdom si trova più di un miglio (1,61 km) di distanza dal suo parcheggio, sul lato opposto del Seven Seas Lagoon. All'arrivo, gli ospiti sono trasportati con dei tram speciali dal parcheggio al Transportation and Ticket Center (TTC), che vende i biglietti per i parchi e fornisce collegamenti di trasporto in tutto il complesso turistico.

## Trasposizioni cinematografiche e serie

### Magic Kingdom Universe
Il regista Jon Favreau, grande fan Disney, negli anni 2000 aveva deciso di collaborare con la Walt Disney Pictures per produrre un film riguardante una famiglia che giungeva a Magic Kingdom e dove i personaggi e le attrazioni prendevano magicamente vita, che venne definito in seguito da alcuni critici cinematografici come "la versione Disney di Una notte al museo" (allora la 20th Century Fox, produttrice di tale film, non era ancora di proprietà della Disney).
La Disney, nel 2011, ha deciso quindi di far scrivere lo script a Favreau e Michael Chabon, il contributore della storia di Spider-Man 2. Il film, in seguito, è stato più volte accantonato ed è rimasto per anni in un development hell. Nel 2021, viene infine annunciato che l'idea iniziale del film è stata trasformata in una serie TV che verrà trasmessa dalla piattaforma di video on demand in streaming, Disney+. Il primo progetto in lavorazione nell'ambito del cosiddetto Magic Kingdom Universe è The Society of Explorers and Adventurers, che sarà ambientato in un mondo in cui tutte le aree tematiche e i personaggi dei parchi Disney e dei film classici esistono in una realtà alternativa.

### Altri film
Il film indipendente Escape from Tomorrow del 2013 fu girato, all'insaputa dei visitatori e della Disney stessa, all'interno del Magic Kingdom, da Randy Moore; con una troupe ridotta ai minimi termini è stato prodotto un cortometraggio fantastico-horror presentato al Sundance Film Festival 2013. Per questioni giuridiche e contrattuali con la Disney, non è possibile vederlo pubblicamente.
La scena finale del film Un sogno chiamato Florida (2017) è ambientata al Magic Kingdom ed è stata registrata anch'essa di nascosto, con degli IPhone 6, e senza il consenso della Walt Disney Company.